# カメラータ・ピチェーナ
カメラータ・ピチェーナ（伊: Camerata Picena）は、イタリア共和国マルケ州アンコーナ県にある、人口約2,500人の基礎自治体（コムーネ）。

## 地理

### 位置・広がり
アンコーナ県のコムーネ。県都・州都アンコーナから西南西へ14kmの距離にある。

#### 隣接コムーネ
隣接するコムーネは以下の通り。
- アグリアーノ
- アンコーナ
- キアラヴァッレ
- ファルコナーラ・マリッティマ
- イェージ

### 気候分類・地震分類
カメラータ・ピチェーナにおけるイタリアの気候分類 (it) および度日は、zona D, 1882 GGである。
また、イタリアの地震リスク階級 (it) では、zona 2 (sismicità media) に分類される。